# أديل بلاد
أديل بلاد (بالإنجليزية: Adele Blood)‏ هي ممثلة أمريكية، ولدت في 23 أبريل 1886 في ألاميدا في الولايات المتحدة، وتوفيت في 13 سبتمبر 1936 في هارريسون في الولايات المتحدة.

## وصلات خارجية
- أديل بلاد على موقع IMDb (الإنجليزية)
- أديل بلاد على موقع قاعدة بيانات برودواي على الإنترنت (الإنجليزية)
- أديل بلاد على موقع قاعدة بيانات الفيلم (الإنجليزية)